# Gamla vattentornet i Kalmar

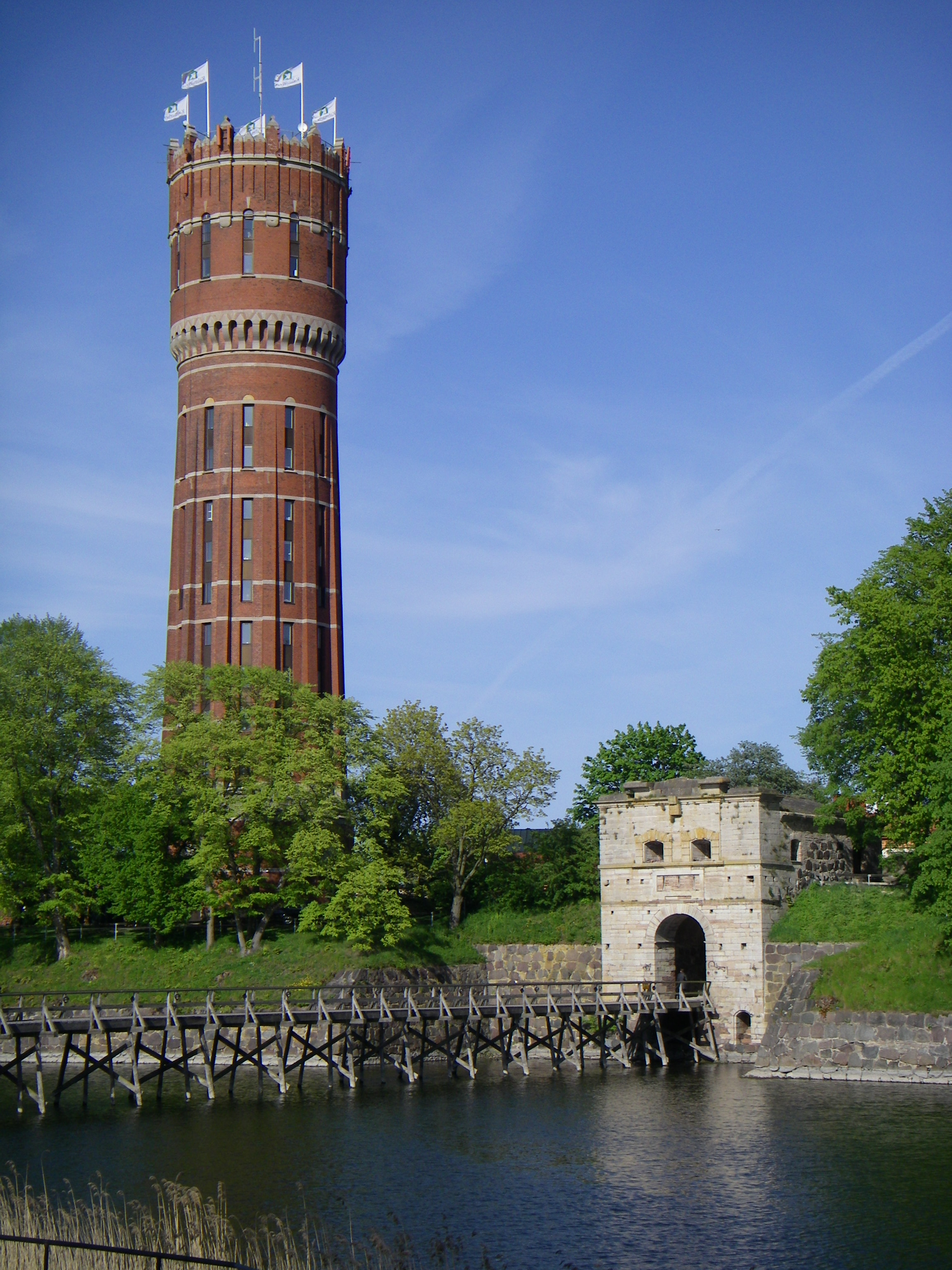
Gamla vattentornet och Västerport vid Systraströmmen

Gamla vattentornet i Kalmar är 65 meter högt och syns på långt avstånd. Byggnaden är den högsta på Kvarnholmen i Kalmar och innehåller i dag lägenheter. Tornet som är byggt i jugendstil med rött tegel uppfördes 1887–1900 och ritades av Hans Hedlund. Nedanför tornet finns Västerport som är en del av Kalmars medeltida ringmur. Från Västerport finns en träbro som ansluter till stadsdelen Malmen på andra sidan av Systraströmmen.  
Mellan 1900 och 1910 togs vatten från tre brunnar i Skälby som ligger 3 kilometer från stadens centrum. Därefter togs vatten från källor i Nybro-åsen, cirka 2,5 mil utanför staden tills tornet togs ur bruk 1972, då nya vattentornet stod klart.  
År 1983 byggdes tornet om till bostadshus och idag finns 11 lägenheter i 15 våningar. Därmed är det inte möjligt att gå upp i tornet om du inte bor eller besöker boende där. 
Nya vattentornet i Kalmar är 45,5 meter högt, men står på en högre markpunkt och når en totalhöjd på 71 meter över havet.